# (23455) Fumi
Pour les articles homonymes, voir Fumi.
(23455) Fumi est un astéroïde de la ceinture principale.

## Description
(23455) Fumi est un astéroïde de la ceinture principale. Il fut découvert le 5 décembre 1988 à Kiso par Tsuko Nakamura. Il présente une orbite caractérisée par un demi-grand axe de 2,99 UA, une excentricité de 0,09 et une inclinaison de 10,4° par rapport à l'écliptique.

## Compléments